# 伽羅先代萩

三沢初子像（東京都目黒区・正覚寺）
六代目尾上梅幸の政岡をモデルにしたといわれている。

『伽蘿先代萩』（めいぼく せんだいはぎ）は、伊達騒動を題材とした人形浄瑠璃および歌舞伎の演目。通称「先代萩」。

## 伊達騒動の概要
本作の題材となった伊達騒動は、万治・寛文年間、1660年から1671年にかけて仙台伊達家に起こった紛争をいう。その史実については、伊達騒動その他関連項目を参照。
巷説においては、おおむね以下のような物語が形成された。
仙台伊達家の3代藩主・伊達綱宗は吉原の高尾太夫に魂を奪われ、廓での遊蕩にふけり、隠居させられる。これらはお家乗っ取りをたくらむ家老原田甲斐と黒幕である伊達兵部ら一味の仕掛けによるものだった。甲斐一味は綱宗の後を継いだ亀千代（4代藩主・伊達綱村）の毒殺を図るが、忠臣たちによって防がれる。忠臣の筆頭である伊達安芸は兵部・甲斐らの悪行を幕府に訴える。酒井雅楽頭邸での審理で、兵部と通じる雅楽頭は兵部・甲斐側に加担するが、清廉な板倉内膳正の裁断により安芸側が勝利。もはやこれまでと抜刀した甲斐は安芸を斬るが自らも討たれ、伊達家に平和が戻る。
本作をはじめとする伊達騒動ものは基本的にこの筋書きを踏襲している。

## 現行「伽羅先代萩」の成立
伊達騒動を扱った最初の歌舞伎狂言は、正徳3年（1713年）正月、江戸市村座で上演された『泰平女今川』である。
これ以降、数多く伊達騒動ものの狂言が上演されるが、特に重要な作品として、安永6年（1777年）4月、大坂中の芝居で上演された歌舞伎『伽羅先代萩』（奈河亀輔ほか作）と、翌安永7年（1778年）7月、江戸中村座で上演された歌舞伎『伊達競阿国戯場』（初代桜田治助・笠縫専助合作）、さらに天明5年（1785年）、江戸結城座で上演された人形浄瑠璃『伽羅先代萩』（松貫四ほか作）の3作が挙げられる。
歌舞伎『伽羅先代萩』は、伊達騒動を鎌倉時代に託して描き、忠義の乳母・政岡とその子・千松を登場させた。『伊達競阿国戯場』は、騒動の舞台を細川・山名が争う応仁記の世界にとり、累伝説を脚色した累・与右衛門の物語と併せて劇化した。現在『伽羅先代萩』の外題で上演される内容は、「竹の間」「御殿」「床下」は前者、その他は後者の各場面を原型としている。
天明5年（1785年）の人形浄瑠璃『伽羅先代萩』は歌舞伎『伽羅先代萩』を改作・浄瑠璃化したもので、現行「御殿」に用いる浄瑠璃の詞章はこの作品から取られている。
場面構成や科白・演出についてはこの他多くの派生形があり、「花水橋」「竹の間」「御殿」「床下」「対決」「刃傷」からなる現行の構成は明治半ばから徐々に定着したものである。
また明治以降、累・与右衛門の物語は『薫樹累物語』などの外題で、独立の狂言として歌舞伎・人形浄瑠璃で上演されるようになった。

## 物語の概要
現行の脚本は大きく「花水橋」「竹の間・御殿・床下」「対決・刃傷」の3部に分けることができる。それぞれが別系統の脚本によっており、全体をとおしての一体感は薄いが、一つの演目で多様な舞台を楽しめるところは本作の魅力でもある。
以下、各場のあらすじに解説を添える。

### 花水橋の場
廓からお忍びで屋敷に帰る途中の足利頼兼（伊達綱宗に相当）が、仁木弾正（原田甲斐に相当）に加担する黒沢官蔵らに襲われるが、駆けつけた抱え力士の絹川谷蔵に助けられる。
- 危機の中でもお大尽の殿様らしく優雅にふるまう頼兼、その威にたじろぐ刺客たちの滑稽な動き、力士絹川の颯爽とした立ち回りを見せる華やかな一幕。七代目澤村宗十郎の頼兼は鷹揚で古風な芸を満喫させる至芸だった。
- 絹川は、「伊達競阿国戯場」系の脚本では、頼兼の放蕩を断つため高尾太夫を殺しており、「薫樹累物語」では高尾の妹・累との因縁が描かれる。
- 頼兼による高尾殺しを描いた脚本もあり、まれに上演される（平成10年（1998年）11月国立劇場など）。

### 竹の間の場
頼兼の跡を継いだ鶴千代（綱宗嫡子の亀千代に相当）の乳母（めのと）・政岡（千松の生母・三沢初子に相当）は、幼君を家中の逆臣方から守るため、男体を忌む病気と称して男を近づけさせず、食事を自分で作り、鶴千代と同年代の我が子・千松とともに身辺を守っている。その御殿に、仁木弾正の妹・八汐、家臣の奥方・沖の井、松島が見舞いに訪れる。鶴千代殺害をもくろむ八汐は、女医者・小槙や忍びの嘉藤太とはからって政岡に鶴千代暗殺計画の濡れ衣を着せようとするが、沖の井の抗弁や鶴千代の拒否によって退けられる。
- もともと「御殿」とひとつづきの場だったが、浄瑠璃は用いず、純歌舞伎で演じられる。
- 通しの場合でも省略されることが多い。

### 御殿の場
一連の騒動で食事ができなかった鶴千代と千松は腹をすかせ、政岡は茶道具を使って飯焚きを始める。大名でありながら食事も満足に取れない鶴千代の苦境に心を痛める政岡。主従3人のやりとりのうちに飯は炊けるが、食事のさなかに逆臣方に加担する管領・山名宗全（史実の老中・酒井雅楽頭）の奥方・栄御前が現われ、持参の菓子を鶴千代の前に差し出す。毒入りを危惧した政岡だったが、管領家の手前制止しきれず苦慮していたところ、駆け込んで来た千松が菓子を手づかみで食べ、毒にあたって苦しむ。毒害の発覚を恐れた八汐は千松ののどに懐剣を突き立てなぶり殺しにするが、政岡は表情を変えずに鶴千代を守護し、その様子を見た栄御前は鶴千代・千松が取り替え子であると思い込んで政岡に弾正一味の連判の巻物を預ける。栄御前を見送った後、母親に返った政岡は、常々教えていた毒見の役を果たした千松を褒めつつ、武士の子ゆえの不憫を嘆いてその遺骸を抱きしめる。その後、襲いかかってきた八汐を切って千松の敵を討つが、巻物は鼠がくわえて去る。
- 本作中最大の山場であり、『伽羅先代萩』といえばこの場について語られることが多い。我が子を犠牲にしてまで主君を守るという筋書きは、現代的な感覚からは考えられないようなことだが、朱子学が幅を利かせた江戸時代に発達した歌舞伎や人形浄瑠璃の世界では常套の展開。
- 政岡は女形最大の難役の一つといわれ、五代目中村歌右衛門、その子六代目中村歌右衛門ら時代時代の名女形がつとめてきた。役柄自体は、肉親の情を抑えきる強さと子を思う母の弱さの両方を備えており、役者や演出によって様々な政岡像が描かれている。
- 栄御前が取り替え子を信じるくだりについて、浄瑠璃『伽羅先代萩』原文には、本当は忠臣方に連なる小槙が栄御前に予め嘘を吹き込んでいたという設定があり、「御殿」の幕切れに小槙が登場しそのことを告げる演出もある（平成16年（2004年）11月松竹座など）。
- 栄御前の登場まで政岡がふたりの子役とやりとりする「飯焚き」の部分は、政岡役者が舞台上で茶の湯の手前を行うという演出だが、大きな筋の動きがなく短縮されることが多い。
- 明治なかばまで、八汐は女形ではなく、敵役のつとめる役だった。その後、敵役という職掌がなくなるにつれ、女形や立役が加役としてつとめることが一般的となったが、政岡をつとめる役者と対等の芸が要求される難役のひとつと考えられている。その意味でも、二代目中村鴈治郎と十七代目中村勘三郎は、丸本物狂言のコクと線の強さに色気を備え、八汐役者の双璧だった。

### 床下の場
讒言によって主君から遠ざけられ、御殿の床下でひそかに警護を行っていた忠臣・荒獅子男之助が、巻物をくわえた大鼠（御殿幕切れに登場）を踏まえて「ああら怪しやなア」といいつつ登場する。鉄扇で打たれた鼠は男之助から逃げ去り、煙のなか眉間に傷を付け巻物をくわえて印を結んだ仁木弾正の姿に戻る。弾正は巻物を懐にしまうと不敵な笑みを浮かべて去っていく。
- 女性中心からなる義太夫狂言様式の「御殿」から一変して、せり上がりやすっぽんなどの仕掛けを用い、荒事の英傑と妖気漂う男性の悪役が対峙する名場面である。
- 仁木弾正は五代目松本幸四郎の当り役で、今日に伝わる仁木は基本的にこの五代目松本幸四郎が完成したものを踏襲している。さらに弾正の頬にあるホクロは五代目松本幸四郎の頬にあったホクロを模したもの、弾正の裃に縫い付けられた家紋は実は高麗屋松本幸四郎家の定紋・四つ花菱紋など、これらはいずれも五代目松本幸四郎に敬意を払った「約束事」である。明治以後では七代目市川團蔵の仁木が大評判となった。戦後昭和になってからは二代目尾上松緑や八代目松本幸四郎の仁木が特に味を出していた。
- 弾正がスッポンからせり上がってのち結ぶ印は「大入叶」（おおいり かなう）と書くようにという口伝が残されている。
- 大鼠が逃げ去る時に、ぬいぐるみを引き抜いて鼠色の衣の乞食坊主になり、そのまま花道のスッポンに飛び込むと、入れ替わりに七代目松本幸四郎の仁木がせりあがるという型を作ったのは六代目尾上菊五郎だった。

### 対決の場
老臣・渡辺外記左衛門（伊達安芸に相当）、その子渡辺民部、山中鹿之介、笹野才蔵ら忠臣が問註所で仁木弾正、大江鬼貫（伊達兵部に相当）、黒沢官蔵らと対峙する。裁き手の山名宗全は弾正よりで、証拠の密書を火にくべさえする無法ぶり。外記方の敗訴が決まるかというその時に、もう一人の裁き手の細川勝元（板倉内膳正に相当）が登場し、宗全を立てながらも弾正側の不忠を責め、虎の威を借る狐のたとえで一味を皮肉る。自ら証拠の密書の断片を手に入れていた勝元は、署名に施した小細工をきっかけにさわやかな弁舌で弾正を追及し、外記方を勝利に導く。
- 時代を応仁に取りつつも、現行の舞台は明治の活歴の影響をうかがわせる江戸時代劇風。名奉行を彷彿とさせる勝元の颯爽とした裁きと弾正の知能犯的悪人ぶりの対決がドラマの眼目である。
- 山中鹿之介、笹野才蔵、大江鬼貫などは、江戸時代の長大な脚本の中では他に出番もあったが、現行の場割りに削られた結果、目立った活躍の場がなくなってしまった。

### 刃傷の場
裁きを下された仁木弾正は、改心を装って控えの間の渡辺外記に近づき、隠し持った短刀で刺す。外記は扇子一つで弾正の刃に抗い、とどめを刺されそうになるが、駆けつけた民部らの援護を受けて弾正を倒す。一同の前に現れた細川勝元は外記らの働きをたたえ、鶴千代の家督を保証する墨付を与える。外記は主家の新たな門出をことほぎ深傷の身を押して舞い力尽きる。勝元は「おお目出度い」と悲しみを隠して扇を広げる。
- 外記を刺すときは、弾正が一旦外記に詫びいれ、直後に短刀で外記を刺し、花道付け際に一旦走って短刀を口にくわえ、両手で袴の股立ちを取り右足を踏み出し見得をする緊迫した型が残されている。通常は、この場面は上演されず、戦後でも、わずかに昭和43年（1968年）に国立劇場で十七代目中村勘三郎がつとめたくらいである。普通は大広間で諸士が異変に気づき、傷ついた外記がよろぼい出るところから始まる。
- この場は様式化され、大広間には雲竜の墨絵の衝立が置かれ、弾正の衣装は白のじばんに刀の下げ緒で襷をかけ、素肌に素網を着用するのが定着している。ここで見せる弾正の見得は、短刀を頭に振り上げる一本角の見得、左足のみで立って短刀を振り上げる鷺見得など美しい型を見せる。外記が勝元から墨付けを受け取るときははずした肩衣で受け取るのが型である。明治期の九代目市川團十郎、七代目市川團蔵、戦前の七代目松本幸四郎、戦後の二代目尾上松緑、十七代目中村勘三郎などの名優が弾正をつとめた。現在では三代目市川猿之助、十五代目片岡仁左衛門などに伝わっている。
- 昭和11年（1936年）、日活製作の映画『赤西蠣太』では、原田甲斐役の片岡千恵蔵が、本作の刃傷の場を意識した乱闘を演じており、歌舞伎出身の片岡らしく重厚な名場面となっている。

## 派生演目
- 歌舞伎
  - 『慙紅葉汗顔見勢』（はじ もみじ あせの かおみせ）、通称「伊達の十役」
三代目市川猿之助の復活狂言。復活といっても四代目鶴屋南北による文化12年（1815年）の初演時の台本は早くから散逸して残らず、再構成には文化5年（1808年）の『伊達競阿国戯場』再演時に大南北が改訂した台本を参考にしたことがうかがわれる。
  - 『裏表先代萩』（うらおもて せんだいはぎ）
『伽羅先代萩』の各場に市井の小悪党・小助の悪行を描く世話場を組み込んだもの。
  - 『早苗鳥伊達聞書』（ほととぎす だての ききがき）、通称「実録先代萩」
明治9年（1876年）、東京新富座初演。江戸歌舞伎の制約を離れ、実在した登場人物を史実どおりの名で書いた二代目河竹新七（黙阿弥）の一連の実録物のひとつ。
- 人形浄瑠璃
  - 『伽羅先代萩』
天明5年（1785年）版の『伽羅先代萩』を下敷きにして「竹の間」、「御殿」（飯焚き）、「政岡忠義」（栄御前の出以降）、「床下」の段が上演されている。